# Somebody to Love (Jefferson Airplane)
Somebody to Love è un brano musicale rock psichedelico pubblicato come singolo dai Jefferson Airplane nel 1967, contenuto nell'album Surrealistic Pillow.

## Descrizione

### Origine e storia
Il brano, scritto da Darby Slick, originariamente fu interpretato dai The Great Society, band in cui militava Grace Slick prima di entrare nei Jefferson Airplane. Inedita, fino a quel momento, la commistione tra musica folk e Rock psichedelico che poi sarà una costante nelle composizioni della band.

### Registrazione
Quando Grace Slick entrò nei Jefferson Airplane, portò la canzone con lei, presentandola agli altri nel corso delle sessioni di Surrealistic Pillow, insieme a una sua composizione dal titolo White Rabbit.  Successivamente, la versione del pezzo degli Airplane, molto più grintosa rispetto all'originale divenne il primo grande successo della band, raggiungendo la posizione numero 5 nella classifica statunitense Billboard Hot 100. Somebody to Love fu anche uno dei primi successi provenienti dalla scena rock alternativa della West Coast.
L'esecuzione originale della Slick della canzone nella versione dei The Great Society è più sommessa, mentre la versione dei Jefferson Airplane è molto più graffiante in frasi quali «Your mind is so full of red» e «Your friends, baby, they treat you like a guest». Il testo è cantato in seconda persona, con ogni strofa da due versi e il ritornello che ripete il titolo, con piccole variazioni quali: «... / Don't you need somebody to love? / Wouldn't you love somebody to love? / ... »  Come anche le altre canzoni dell'album, Somebody to Love risultò essere una dichiarazione di esistenza da parte della comunità hippy di Haight-Ashbury al resto degli Stati Uniti.

## Altre versioni
Di questa canzone vennero realizzate parecchie cover da vari gruppi, come i mod revival inglese The Lambrettas nel 1982 o persino i Ramones. Anche gli Hugu Tugu hanno realizzato la loro cover con il titolo Fino a ieri. Nel 2009 la cantautrice scozzese KT Tunstall ne ha eseguito una cover in collaborazione con gli artisti cubani di Rhythms del Mundo. Nel film Il rompiscatole del 1996, Jim Carrey ne esegue una versione parodistica.

## Tracce singolo
1. Somebody to Love (Darby Slick) - 2:54
2. She Has Funny Cars (Jorma Kaukonen, Marty Balin) -

## Formazione
- Grace Slick — voce
- Marty Balin — armonie vocali, tamburello
- Spencer Dryden — batteria
- Jack Casady — basso
- Paul Kantner — chitarra ritmica, armonie vocali
- Jorma Kaukonen — chitarra solista